# Frans Vermeyen
Frans Vermeyen (ur. 25 marca 1943 w Turnhout – zm. 18 stycznia 2014 tamże) – belgijski piłkarz grający na pozycji pomocnika. Był reprezentantem Belgii.

## Kariera klubowa
Swoją karierę piłkarską Vermeyen rozpoczął w klubie Lierse SK, w którym w sezonie 1959/1960 zadebiutował w pierwszej lidze belgijskiej. W debiutanckim sezonie wywalczył z Lierse mistrzostwo Belgii. W sezonie 1968/1969 zdobył z nim Puchar Belgii. W 1973 roku odszedł do Royalu Antwerp FC, z którym dwukrotnie wywalczył wicemistrzostwo kraju w sezonach 1973/1974 i 1974/1975. W 1975 roku odszedł do KFC Dessel Sport, w którym po roku gry zakończył karierę.

## Kariera reprezentacyjna
W reprezentacji Belgii Vermeyen zadebiutował 1 grudnia 1963 w wygranym 2:1 towarzyskim meczu z Hiszpanią, rozegranym w Walencji. W swojej karierze grał w eliminacjach do MŚ 1966. Od 1963 do 1965 rozegrał w kadrze narodowej 6 meczów i strzelił 2 gole.